# Substanța (film)
Substanța este un film de groază corporală din 2024, scris și regizat de Coralie Fargeat. Filmul urmărește o celebritate în declin, Elisabeth Sparkle (Demi Moore), care, după ce este concediată de producătorul ei (Dennis Quaid) din cauza vârstei, folosește un drog de pe piața neagră care creează o versiune mai tânără a ei înseși (Margaret Qualley), cu efecte secundare neașteptate. Filmul este remarcabil prin elementele sale satirice și imaginile grotești și hiperrealiste.
Substanța este al doilea lungmetraj al lui Fargeat, după Revenge (2017). Motivată de presiunile societale asupra corpului femeilor și de îmbătrânire, ea a scris scenariul în doi ani, reunind o echipă de producție care a cuprins Franța, Regatul Unit și Statele Unite. Filmările principale în Franța au durat 108 zile. S-a folosit pe scară largă machiaj protetic și alte efecte practice, inclusiv costume, păpuși, manechine, cadre inserate și aproximativ 21.000 de litri (5.500 de galoane americane) de sânge fals pentru a portretiza transformarea indusă de droguri a Elisabetei. Coloana sonoră a filmului a fost scrisă de Raffertie și include un cover al piesei „Pump It Up!” de DJ Endor.
Filmul a avut premiera pe 19 mai 2024, în cadrul competiției principale a celei de-a 77-a ediții a Festivalului de Film de la Cannes, unde Fargeat a câștigat premiul pentru cel mai bun scenariu. Inițial programat să fie distribuit în cinematografe de Universal Pictures, a fost lansat în cinematografe în Regatul Unit și Statele Unite de Mubi pe 20 septembrie 2024 și în Franța de Metropolitan Filmexport pe 6 noiembrie 2024. Este filmul cu cele mai mari încasări al lui Mubi, cu încasări de 77-82 de milioane de dolari la box office, față de un buget de producție de 18 milioane de dolari. A primit recenzii pozitive și a câștigat premiul pentru cel mai bun machiaj și coafură la cea de-a 97-a ediție a Premiilor Oscar, alături de numeroase alte premii. Interpretarea lui Moore i-a adus un Glob de Aur, un Premiu Critics' Choice și un Premiu Screen Actors Guild, precum și o nominalizare la Premiul Oscar pentru cea mai bună actriță.

## Rezumat
La împlinirea a 50 de ani, Elisabeth Sparkle, o fostă vedetă de la Hollywood aflată acum în declin, este concediată din emisiunea TV de aerobic de către producătorul Harvey, din cauza vârstei sale. Afectată de veste, Elisabeth suferă un accident de mașină după ce este distrasă de un panou publicitar în care chipul ei este înlocuit. La spital, o tânără asistentă îi oferă pe ascuns un stick USB ce conține o reclamă la „Substanța” – un drog de pe piața neagră care promite o versiune „mai tânără, mai frumoasă, mai perfectă” a utilizatorului. Curioasă și disperată, Elisabeth comandă produsul și își administrează injecția unică. În urma unei crize convulsive, din spatele ei apare Sue, o femeie mai tânără – manifestarea corporală a noii sale versiuni. Cele două trupuri sunt legate într-un proces în care conștiința trebuie transferată între ele o dată la șapte zile, fără excepție; cel inactiv rămâne inconștient și este menținut prin alimentație intravenoasă. Pentru a preveni degradarea corpului lui Sue, sunt necesare injecții zilnice cu un lichid stabilizator extras din corpul original al lui Elisabeth.
Sue devine peste noapte o senzație după ce participă la audiții în locul Elisabethei și primește din partea lui Harvey oferta de a prezenta emisiunea specială de Revelion. În timp ce Sue se bucură de o viață hedonistă și plină de încredere, Elisabeth se izolează tot mai mult, consumată de ură de sine și regret. Spre finalul unui ciclu săptămânal, Sue aduce acasă un bărbat pentru o aventură de o noapte și, dorind să amâne schimbarea conștiinței, își administrează o doză suplimentară de lichid stabilizator. Acest gest are însă consecințe: degetul arătător al Elisabethei începe să îmbătrânească accelerat. Alarmată, Elisabeth contactează furnizorul Substanței, care o avertizează că orice întârziere a transferului conștiinței va duce la o degradare rapidă și ireversibilă a corpului original.
Pe măsură ce timpul trece, cele două femei încep să se perceapă ca ființe distincte, cu identități și dorințe proprii. Elisabeth este indignată de lipsa de responsabilitate a lui Sue, care ignoră tot mai des programul de schimbare, accelerând astfel procesul de îmbătrânire al trupului său. La rândul ei, Sue este îngrozită de stilul de viață autodistructiv al Elisabethei, marcat de auto-dispreț și consum compulsiv de mâncare. După un episod extrem de degradant trăit în pielea Elisabethei, Sue decide să rupă echilibrul fragil dintre ele: face provizii de lichid stabilizator și refuză să mai revină la corpul original.
Trei luni mai târziu, cu o zi înainte de spectacolul de Revelion, Sue rămâne fără lichid stabilizator și contactează furnizorul, care o informează că, pentru a reface rezervele, trebuie să revină la corpul original. În urma schimbului, Elisabeth se trezește transformată într-o femeie îmbătrânită și grav deformată, cu o înfățișare aproape hidoasă. Temându-se că Sue va continua să o exploateze și o va distruge complet, Elisabeth comandă un ser special conceput pentru a o elimina definitiv pe Sue.
În ciuda resentimentelor, Elisabeth, încă obsedată de faima și succesul de care se bucurase Sue, ezită. În loc să ducă la capăt injecția letală, o resuscitează pe Sue, trezind-o și lăsându-le pe amândouă conștiente. Însă Sue își dă seama de intenția criminală a Elisabethei și, într-un impuls brutal de autoapărare, o ucide, apoi pleacă pentru a prezenta spectacolul de Anul Nou.
Privată de corpul original, Sue începe să se degradeze rapid. Disperată, încearcă să creeze o nouă versiune a sa folosind resturile de ser, ignorând avertismentul că este destinat unei singure utilizări. Rezultatul este monstruos: un corp grotesc, denumit „Monstrul Elisasue”, cu trăsături contopite ale ambelor femei. Purtând o mască decupată dintr-un poster vechi cu chipul Elisabethei, creatura pășește pe scenă pentru a susține emisiunea, dar, în timpul transmisiunii, masca îi cade, dezvăluindu-i adevărata înfățișare. Publicul intră în panică și haosul se dezlănțuie. Într-un act de violență, un spectator decapitează creatura, însă, spre groaza tuturor, un cap și mai monstruos îi crește la loc, iar unul dintre brațele ei se desprinde, împroșcând sânge peste public și decor.
Fugind haotic din studio, Monstrul Elisasue se prăbușește pe stradă și explodează într-o ploaie de măruntaie și sânge. Din resturile sângeroase, fața originală a Elisabethei se desprinde, schingiuită, dar vie, și începe să se târască lent prin noapte. Ajunge până la steaua ei uitată de pe Hollywood Walk of Fame, murdară și neîngrijită. Acolo, fața zâmbește slab, pierdută într-o halucinație în care se crede din nou celebră, admirată și aplaudată. Însă visul se stinge repede – fața se topește într-o baltă de sânge care, în zorii zilei, este ștearsă fără urmă de o banală mașină automată de spălat podeaua.

## Distribuție
- Demi Moore ca Elisabeth Sparkle
- Margaret Qualley ca Sue
- Dennis Quaid ca Harvey
- Edward Hamilton-Clark ca Fred
- Gore Abrams ca Oliver
- Oscar Lesage ca Troy
- Christian Erickson ca bărbatul de la cină
- Robin Greer ca asistenta
- Tom Morton ca doctorul
- Hugo Diego Garcia ca Diego, un prieten
- Yann Bean ca vocea Substanței

## Producție
Substanța a fost o coproducție internațională între Franța, Regatul Unit și Statele Unite ale Americii. Coralie Fargeat a fost regizoare și producătoare alături de coproducătorii Working Title Films, Eric Fellner și Tim Bevan, și Blacksmith, o companie de producție cu sediul la Paris creată de Fargeat în același an. Filmările au început pe 9 mai 2022  și s-au încheiat în octombrie 2022, durând 108 zile de filmare. Bugetul filmului a fost de 17,5-18 milioane de dolari.

## Concept și scenariu
După succesul critic al filmului Revenge (2017) în Statele Unite, Julia Ducournau Fargeat a fost luată în considerare pentru a regiza filme de studio, printre care și Văduva neagră (2021) din Universul Cinematic Marvel (MCU). Totuși, perspectiva unui astfel de proiect nu i s-a părut atractivă, în special deoarece nu i s-a oferit privilegiul montajului final. După lansarea lui Revenge, Fargeat a petrecut câteva luni în Los Angeles, unde, într-o cafenea din Silver Lake, a început să scrie primele scene ale filmului Substanța ca un proiect special. Pentru a păstra controlul creativ asupra filmului, ea a preluat și rolul de producător.
Eric Fellner, coproducător al filmului, a vizitat Parisul de mai multe ori pentru a lua prânzul cu Fargeat după ce a văzut Revenge în 2017, încercând să o convingă să colaboreze cu studioul Working Title pentru următorul său proiect. Scenariul pentru The Substance a fost dezvoltat pe o perioadă de doi ani, având ca sursă de inspirație parțială scurtmetrajul ei Reality+ (2014). Întreaga producție a durat cinci ani, de la concept până la lansare. Deși scenariul a fost scris atât în engleză, cât și în franceză, conținând descrieri în franceză, filmul a fost conceput pentru un public vorbitor de limba engleză, pentru a asigura o mai bună accesibilitate.
Fargeat și-a propus să continue temele feministe abordate în Revenge, concentrându-se pe presiunile și așteptările impuse femeilor în societate. Ea a început să scrie scenariul pentru acest film la vârsta de 40 de ani, o perioadă în care se confrunta cu gânduri negative legate de propria relevanță și aspect fizic. „Am început cu adevărat să aud aceste voci în minte, care spuneau: «Viața ta s-a terminat. Nimănui nu-i va păsa de tine».” Fargeat a descris procesul de realizare a filmului ca pe o modalitate de a înfrunta și elibera această violență internalizată — legată de așteptările societale privind corpurile femeilor și procesul de îmbătrânire — folosind genul body horror ca o „armă de expresie”.
Fargeat a realizat un scenariu de 146 de pagini, dintre care doar 29 au fost dedicate dialogului. Ea și-a descris stilul de scriere ca fiind asemănător cu cel al redactării unui roman, elaborând scenariul în detaliu. Fiecare experiență senzorială pe care publicul urma să o trăiască în film a fost atent descrisă, incluzând sunete, adesea reprezentate prin onomatopee precum „splosh” sau „aaagh”, și chiar unele prim-planuri specifice, toate fiind indicate clar în textul scenariului.
În mod asemănător, Fargeat a ales să omită poveștile detaliate ale personajelor, preferând să transmită informațiile prin intermediul acțiunilor, decorurilor și costumelor. De exemplu, culorile au fost folosite în scenariu ca simboluri ale trăsăturilor de caracter: jacheta galbenă a lui Elisabeth Sparkle sugerează o calitate aproape „supereroină” înainte de transformarea ei, în timp ce tricoul roz al lui Sue reflectă feminitatea personajului. Inițial, Sue era descrisă ca blondă într-o versiune preliminară a scenariului din 2020 și i s-a atribuit acest nume cu intenția de a evoca în mod inconștient figurile Lolita și Marilyn Monroe, reprezentând iconografia „păpușii” și standardele clasice de frumusețe care persistă. Numele Elisabeth a fost ales pentru „rezonanța sa iconică” cu vedetele din vechiul Hollywood, iar „Sparkle” pentru asocierile sale cu fericirea și ideea de „a străluci și a fi în lumina reflectoarelor”.
Fargeat a conceput scena esențială a nașterii, în care Sue iese din spatele Elisabethei în timp ce aceasta se află la duș. Aceasta a fost prima scenă pe care a scris-o și, în opinia ei, „cea mai importantă din întregul film”. Ea își amintește: „Nici măcar nu știam cine va fi personajul meu atunci. Această scenă a fost prima care mi-a venit cu adevărat în minte și conține ADN-ul central al filmului — o experiență viscerală, fără cuvinte, care te face să simți ceea ce simt personajele.” Ulterior, Fargeat a decis ca personajul principal să fie o actriță, pentru a putea explora mai bine percepțiile societale asupra corpurilor. A ales ca Elisabeth Sparkle să fie gazda unui curs de aerobic, inspirându-se din tranziția făcută de Jane Fonda, care a trecut de la o carieră de succes în actorie la cea de instructor de exerciții fizice prin casete video.
Fargeat a ascultat o gamă variată de muzică pentru a inspira și influența scenariul filmului. Ea a menționat coloana sonoră compusă de Mica Levi pentru Pe sub piele (2013), precum și alte creații experimentale, care aveau „acest ritm asemănător bătăilor inimii sau pulsații... legate de bătăile inimii unei noi ființe umane sau de felul în care te simți în propriul corp”. De asemenea, Fargeat a ascultat muzică hipersexualizată pentru a contura atmosfera emisiunii Pump It Up din universul filmului.

## Casting
Fargeat a anticipat că distribuția va fi o provocare, având în vedere dialogurile reduse și accentul puternic pus pe interpretarea personajelor. Primul rol care trebuia ocupat era cel al lui Elisabeth Sparkle, deoarece ea generează celălalt sine din poveste. Regizoarea și-a dorit o actriță care să fi fost odată în centrul atenției, o adevărată icoană a lumii reale. Inițial, Demi Moore nu a fost inclusă pe lista potențialelor candidate, Fargeat considerând că „nu va accepta niciodată” rolul. Mai multe actrițe au fost luate în considerare, dar au refuzat înainte ca scenariul să ajungă la Moore. În cele din urmă, neavând nimic de pierdut, scenariul i-a fost trimis acesteia, deschizând astfel posibilitatea colaborării.
La insistențele agentului său, Moore a citit scenariul înainte de a primi detalii specifice despre film, presupunând ulterior că acest lucru s-a datorat subiectului delicat al poveștii — îmbătrânirea. A fost impresionată de scenariu și de tematica sa, deși nu era familiară cu genul body horror. Moore a simțit că filmul avea potențialul de a „funcționa cu adevărat și de a contribui la o schimbare culturală” sau, dimpotrivă, „să fie un dezastru total”. Rămăsese nesigură în privința reacției publicului până la premieră, moment în care a realizat că filmul a avut succes.
Surprinsă de reacția pozitivă a lui Moore, Fargeat i-a citit autobiografia și a fost profund impresionată de rezistența și curajul ei. „I-am citit autobiografia și am aflat că a trecut prin perioade dificile în viața personală. S-a descurcat singură într-un mediu dominat aproape exclusiv de bărbați și a fost înaintea timpului său în multe privințe — de exemplu, prin realizarea acelei fotografii nud în timpul sarcinii, asumându-și riscuri și făcând declarații feministe puternice, insistând să fie plătită la fel de mult ca și colegele ei de platou.” Fargeat menționează că a lucrat anterior ca regizor asistent stagiar la filmul Passion of Mind (2000), în care Moore a avut rolul principal, ocupându-se de sarcini precum realizarea copiilor și aducerea cafelei dimineața.
Înainte de a i se oferi rolul, Moore a avut șase întâlniri cu Fargeat, în cadrul cărora regizoarea i-a explicat în detaliu toate aspectele filmului. Aceasta a vorbit despre procesul amplu de pregătire, utilizarea protezelor, resursele financiare limitate, locațiile de filmare și nivelul de nuditate, subliniind că toate aceste elemente erau esențiale pentru susținerea poveștii.
Moore a înțeles natura meta a rolului, dar nu s-a identificat pe deplin cu personajul, întrucât Elisabeth nu avea familie. După cum a explicat, „și-a dedicat întreaga viață carierei, iar când aceasta îi este luată, ce îi mai rămâne?” Totuși, Moore a empatizat profund cu suferința personajului. Ea a recunoscut că personajele erau extrem de importante pentru Fargeat și le-a perceput ca pe niște alter ego-uri ale regizoarei: Elisabeth o reprezintă pe însăși Fargeat, iar Sue, interpretată de Qualley, este tânăra din anii ’90 cu care Fargeat s-a simțit mereu confruntată de adversități. Mai târziu, Moore avea să reflecteze pozitiv asupra acestui rol, afirmând: „Ceea ce îmi place la acest rol este că a fost bogat, complex și provocator, oferindu-mi ocazia să ies cu adevărat din zona mea de confort și, în final, să simt că am explorat și am crescut nu doar ca actriță, ci și ca persoană.”
În timp ce discuta cu Moore, Fargeat a început să se gândească la posibile perechi pentru distribuție. Ulterior, când s-a întâlnit cu Margaret Qualley, a simțit imediat o energie comună între ele. Regizoarea a apreciat în mod special experiența lui Qualley ca dansatoare. Moore avea legături indirecte cu Qualley, având în vedere că a lucrat anterior cu mama acesteia, Andie MacDowell, în filmul St. Elmo's Fire (1985), iar Qualley, la rândul său, le cunoștea pe fiicele lui Moore.
În timp ce se afla în Panama pentru filmările la Stars at Noon (2022), regizat de Claire Denis, Qualley a citit scenariul și a fost atrasă de provocarea de a interpreta un personaj care părea „foarte departe de [ea]”, simțind totodată că rolul va fi „special”. În perioada de pregătire, Fargeat a pus un accent puternic pe fizicalitatea personajelor, corpul ambilor actori fiind esențial pentru performanțele lor. Pentru Qualley, acest lucru a însemnat luni întregi de antrenamente cu greutăți pentru a-și sculpta silueta de sex simbol a lui Sue. De asemenea, ea a petrecut mult timp exersând personajul, plimbându-se prin apartament și „speriindu-l pe soțul meu” — făcând referire la Jack Antonoff.
Ray Liotta a fost distribuit inițial în rolul lui Harvey, dar a murit în mai 2022. După trei luni de filmări, Liotta a fost înlocuit de Dennis Quaid.
Pe platourile de filmare, Fargeat a interpretat temporar dialogul pentru vocea Substanței, folosindu-l ca un fel de piesă sonoră provizorie. După un proces lung de casting, a ales să-i dea vocea actorului american Yann Bean, care locuia în Paris. Fargeat își dorea o voce care să exprime o combinație diabolică, tentantă și puternică.

## Filmări
Filmările principale au avut loc integral în Franța, cu o echipă formată aproape în totalitate din francezi, excepțiile fiind directorul de imagine Benjamin Kračun și compozitorul Raffertie, ambii provenind din Regatul Unit. Scenele de studio au fost realizate la studiourile Epinay din Seine-Saint-Denis, Île-de-France, în apropiere de Paris — un loc istoric unde Jean Cocteau a filmat Frumoasa și Bestia (1946). Scenele exterioare care au făcut rolul de dublură pentru Los Angeles au fost filmate pe Coasta de Azur, în locații precum Antibes, unde Teatrul Anthéa a fost transformat temporar în spital, și parcarea Marineland. Palmierii au fost filmați în Cannes, iar filmările suplimentare au avut loc la Nisa, Carros și Saint-Laurent-du-Var. Franța a fost aleasă pentru a facilita programul extins de filmări, iar reducerea fiscală de 40% pentru producțiile internaționale (TRIP) a reprezentat un stimulent important pentru această decizie.
Fargeat l-a ales pe Benjamin Kračun ca director de imagine după ce a fost impresionată de munca sa la Promising Young Woman (2020). Filmul a fost realizat în principal cu camera Alexa LF, pentru a surprinde cu precizie tonurile naturale ale pielii. Pentru numeroasele prim-planuri din film, s-au folosit obiective sferice vintage Canon K35. În plus, au fost utilizate și alte lentile, precum zoom-urile Angénieux Optimo, Leitz Thalia, macro-uri de la Cooke Optics și Arri, dar și un Leitz M 0.8, folosit pentru cadrele cu cameră corporală. Au fost folosite camere Red V-Raptor și Komodo: prima, datorită senzorului său de înaltă rezoluție 8K, a fost folosită pentru scenele cu efecte vizuale, iar cea de-a doua, mai compactă, a fost folosită pentru cadrele cu cască.
Filmul a fost filmat în continuitate ori de câte ori a fost posibil, iar în ultima lună de producție echipa a adoptat o metodă denumită „filmare în laborator”. Această abordare a fost utilizată pentru capturarea cadrelor de inserție, de obicei realizate de o a doua unitate cu o echipă redusă. În această perioadă s-au filmat cele mai laborioase secvențe cu proteze, inclusiv prim-planuri detaliate ale injecțiilor și o scenă cu deschiderea spatelui.
Fargeat a realizat storyboard-ul complet pentru toate manechinele protetice și secvențele nașterii înainte de începerea filmărilor, acordând o atenție specială scenei nașterii încă din pre-producție. Aceasta a facilitat estimarea costurilor pentru manechinele necesare și nivelul de detaliu al acestora. Filmarea secvenței nașterii a durat 15 zile. Regizoarea a mers până într-acolo încât a făcut ea însăși o injecție cu seringa activatorului pe braț, dublând-o astfel pe Demi Moore în filmări.
Numărul membrilor echipei de filmare a variat semnificativ pe durata producției: de la doar 6 în timpul filmărilor din laborator, la 8 pentru scenele exterioare și peste 200 în momentele complexe, cu efecte practice din studio.
Inițial, Kračun a luat în calcul folosirea unui fir de siguranță pentru a monta o cameră în apropierea unor lumini, în vederea realizării secvenței tunelului infinit. Totuși, a conceput o soluție mai simplă și ingenioasă: două anvelope orizontale de bicicletă înconjurate de tuburi LED, care se roteau sincronizat în jurul unei camere fixe, creând astfel efectul vizual de tunel infinit.
Pentru scena cu focul în formă de dragon pe podeaua studioului, Kračun a decis să filmeze incendiul practic, de sus, iar imaginile au fost ulterior integrate în secvența în care Sue este surprinsă lângă fereastră. Într-o altă scenă, în timpul prânzului cu Demi Moore, actorul Quaid a consumat aproximativ 2 kilograme (4,4 lb) de creveți.
Margaret Qualley a descris cu umor învățarea coregrafiei pentru Substanța drept un „coșmar” și a fost copleșită de performanța alături de dansatori profesioniști care deja memoraseră mișcările, pe care ea le învăța pentru prima dată. Deși era o dansatoare de balet instruită, ea a explicat că „acest tip specific de sexualitate nu i se potrivește” și a mărturisit că „nu o va mai face niciodată”.
Qualley a început repetițiile în prezența regizoarei Fargeat, dar a părăsit platoul de filmare pentru a merge la baie și a plânge. În acel moment, Fargeat a decis să întrerupă repetiția, iar Qualley a ales să învețe coregrafia printr-o lecție privată, exersând singură în camera de hotel pentru a-și recăpăta încrederea, deoarece se simțea profund rușinată de situație. Cu toate acestea, în ziua filmărilor, anxietatea a determinat-o să se „îmbete devreme dimineața”, fumând canabis și bând tequila.
Ulterior, într-o sesiune de întrebări și răspunsuri în direct după lansarea filmului, Qualley și-a exprimat bucuria că a avut ocazia să interpreteze acea secvență de dans, mai ales că multe scene anterioare erau lente și necesitau mișcări sau expresii minimale, ceea ce a făcut ca dansul să fie o schimbare binevenită.
Moore l-a considerat pe Fargeat un „regizor foarte vizual”, care pune mare accent pe simbolism. În timp ce Moore era obișnuită să înceapă scenele cu cadre largi pentru a stabili spațiul, Fargeat prefera să înceapă cu prim-planuri. Moore a observat că, pentru Fargeat, „rolul actorului nu este la fel de... important” și că „nu este neapărat momentul în care ea este la fel de concentrată”. Ea a descris această abordare ca fiind „nici bine, nici rău, ci doar oarecum diferită”.
Fargeat a lăudat limbajul corpului lui Moore în film, iar actrița a ales să exprime personajul Elisabeth prin subtilități, precum privirea și alte mici expresii. Pentru scenele în care personajul său este forțat să se miște rapid, fiind cocoșat din cauza desfigurării fizice, Moore a lucrat cu un antrenor de mișcare prin Zoom.
În timpul unei pauze de o săptămână, când doar Qualley continua filmările, Moore a suferit de zona zoster și a slăbit aproximativ 9,1 kg (20 de livre) pe durata producției. Inițial, erau planificate două zile de filmări în exterior, în Los Angeles. Totuși, după ce directorul de imagine Kračun a realizat cadre de probă cu palmieri la începutul filmărilor, Fargeat a realizat că poate folosi aceste imagini ca tablouri vizuale și să elimine astfel filmările exterioare extinse. În final, singura parte a filmului efectiv filmată în Los Angeles a fost un fundal static din canioane, realizat cu ajutorul Rosco Digital.
Echipa de efecte speciale a folosit aproximativ 21.000 de litri (5.548 galoane americane) de sânge fals și un furtun de pompieri. Cadrul în care publicul este stropit cu sânge, în punctul culminant al filmului, a fost realizat dintr-o singură încercare. Directorul de imagine Kračun a fost uimit de cantitatea imensă de sânge, povestind: „Coralie a spus odată: «Vreau să am mașini de pompieri pline cu sânge care stropesc publicul». La început m-am gândit că poate era doar o expresie franțuzească pentru mult sânge, dar nu — chiar și-a dorit un furtun plin cu sânge care să ude publicul în teatru, și urma să fie cu adevărat mult sânge!”
Filmarea scenelor de teatru a durat aproape trei săptămâni și a reprezentat o provocare tehnică majoră: trebuia controlată răspândirea, presiunea și cantitatea de sânge, echipamentul de filmare trebuia protejat împotriva infiltrațiilor, iar siguranța tuturor celor prezenți asigurată. Pentru figuranți au fost amenajate dușuri în afara platoului.
În timpul filmărilor, directorul de imagine Kračun s-a ascuns în mulțime și a filmat, în timp ce regizoarea Fargeat opera o altă cameră și controla furtunul cu sânge. Când amândoi au ajuns pe platou acoperiți de sânge, s-au îmbrățișat și au spus: „Am reușit”.

## Decoruri
Substanța a necesitat o perioadă de construcție de trei luni pentru realizarea decorurilor, care au inclus apartamentul Elisabetei — cu spații distincte precum baia și camera secretă —, teatrul de Revelion și holul studioului TV. Elementul central al decorului apartamentului a fost o fereastră panoramică mare, ce simboliza trecutul Elisabetei și, ulterior, renașterea și viitorul lui Sue. Fargeat și-a imaginat apartamentul cu o „calitate atemporală, demodată, dar și futuristă”, pentru a transcende epoci specifice și a adăuga un strat simbolic poveștii.
Inițial, Fargeat și directorul de imagine Kračun au considerat folosirea tehnologiei de ecrane LED de la Darkmatters pentru redarea peisajului urban pitoresc al Los Angeles-ului vizibil prin fereastră. Totuși, Kračun a constatat că această soluție era costisitoare, dificilă tehnic și necesita nouă tehnicieni pentru operare. Mai mult, el a apreciat că LED-urile nu puteau reproduce lumina puternică a soarelui specifică Los Angeles-ului, așa cum și-o imagina Fargeat.
În consecință, s-a optat pentru un fundal Rosco SoftDrop de 115 pe 42 de picioare, care evoca o atmosferă romantică, hitchcockiană. Kračun a descris estetica filmului drept un „noir roz”. Fargeat și-a exprimat satisfacția imensă când a văzut platoul de filmare complet amenajat, fiind surprinsă, deoarece se așteptase să filmeze pe ecran verde.
Fargeat și-a dorit ca decorul băii să funcționeze ca un „cocon” metaforic, imaginându-l ca un spațiu mental abstract, stilizat și gol. Ea a contestat propunerea scenografului, care dorea un aspect mai realist și a întrebat: „Ești sigură că nu vrei deloc mobilier în baie?” Directorul de imagine, Kračun, a propus modificări ale iluminatului, însă Fargeat a respins ideea, preferând un iluminat aspru, menținut până la final.
Pentru scena nașterii, au fost construite două decoruri identice de baie, concepute să simuleze o oglindă: Margaret Qualley a jucat într-unul dintre ele, iar Benjamin Kračun, purtând o cameră montată pe cap, împreună cu o dublură, i-au imitat mișcările în celălalt decor. Mișcările mâinilor pe „oglindă” au fost refilmate ulterior în post-producție, în fața unui ecran verde, din cauza dificultăților de sincronizare. În unele cadre, o oglindă reală a fost plasată între cele două băi pentru a surprinde reflexia lui Qualley. Scena în care Demi Moore este întinsă pe podea și se lovește la cap, în timp ce camera se ridică vertical, a fost filmată integral în studio, realizându-se prin construirea unui duș de trei ori mai înalt decât înălțimea standard.
După finalizarea filmărilor pe platoul de filmare al apartamentului, acesta a fost demolat pentru a face loc construcției sălii de cinema în același spațiu, fiind „practic […] construită pe cenușa apartamentului”, după cum a spus Fargeat. Inițial, echipa plănuia să filmeze într-o sală de cinema reală, care urma să fie complet renovată, însă locația, deși la început era încântată de ideea unei mici stropiri de sânge, a devenit neliniștită când și-a dat seama de amploarea efectelor sângelui. Un producător a remarcat: „Bine, nu vreau să ajungem la închisoare. Nu putem filma într-o sală de cinema reală, pentru că nu există nicio modalitate de a o proteja astfel încât să nu fie distrusă”.

## Costume
Costumiera Emmanuelle Youchnovski a fost cooptată în echipa filmului după ce a citit scenariul și a realizat o tablă Pinterest pentru a-și prezenta ideile regizoarei Coralie Fargeat. S-a inspirat din fotografii de modă și din afișul filmului Regina Margot, influențe vizibile mai ales în secvențele finale cu Monstrul. Youchnovski a conceput stiluri vestimentare contrastante pentru personajele Elisabeth și Sue.
Pentru Elisabeth, a mizat pe un design cu accente masculine: costume care lăsau puțină piele la vedere, realizate din materiale strălucitoare și în culori primare precum albastru, roșu și negru. Cea mai emblematică piesă a fost haina galbenă — pentru care a cumpărat inițial 20 de variante. Nemulțumită de croiala și nuanțele acestora, considerate prea apropiate de muștar sau verde, a desenat un nou model, iar ea și echipa sa l-au confecționat în decurs de o lună, folosind țesături aduse din Londra.
Haina galbenă se armoniza cu paleta cromatică a filmului — tonuri solare și galben-ou — și o proteja simbolic pe Elisabeth, fiind descrisă ca o „armură” datorită umerilor săi lați și buzunarelor mari. Actrița Demi Moore a fost inițial reticentă în privința alegerii, argumentând că nimeni din Los Angeles nu ar purta o haină groasă în timpul verii, însă Fargeat a insistat asupra importanței ei pentru construcția personajului. La finalul filmărilor, Moore a păstrat jacheta galbenă ca suvenir.
Ținutele purtate de Sue erau menite să evidențieze feminitatea personajului, punându-i corpul în prim-plan și reflectând stereotipurile asociate cu tendința masculină. Garderoba ei includea nuanțe metalice de roz, cizme negre Louboutin și o fustă scurtă de tip tenis. Tricoul roz, care îi lăsa abdomenul la vedere, a fost inspirat de look-ul lui Beyoncé din videoclipul piesei Blow, dar și de o ținută similară purtată de Dua Lipa în concertele sale.
Pe măsură ce acțiunea filmului avansează, paleta vestimentară a lui Sue devine tot mai închisă, reflectând simbolic o transformare spre pericol, dar și trăsături asociate cu șarpele. Această temă este evidențiată de jacheta bomber realizată la comandă, cu litera „S” pe spate – un dublu simbol pentru „Sue” și „Snake” – precum și de catsuit-ul mulat, gândit ca o „a doua piele”. Pentru acest costum, Youchnovski a fost nevoită să refacă imprimeul de piele de șarpe, întrucât prima variantă nu oferea suficientă strălucire.
Cea mai complexă piesă de design a fost roba de dragon a lui Sue, menită să simbolizeze renașterea și dominația. Procesul de realizare a acesteia a durat două luni, implicând aplicarea a 10.000 de paiete lucrate manual.
Pentru rochia personajului Monstrul, Emmanuelle Youchnovski a început prin a crea costumul direct pentru Monstru și abia apoi l-a adaptat pentru actrița Margaret Qualley — un proces invers față de cel obișnuit, din cauza lipsei accesului inițial la protezele folosite de Qualley. A avut ocazia să le examineze ulterior la Londra și a adaptat designul pe baza unei machete a personajului, întâmpinând provocări semnificative mai ales în realizarea topului, din cauza numărului mare de sâni ai Monstrului.
Pentru personajul Harvey, Youchnovski a optat pentru un stil extravagant, îmbrăcându-l în costume viu colorate de la Etro și Dolce & Gabbana. Ea a explicat această alegere spunând: „Am vrut ca stilul lui să fie foarte ciudat. Asemenea celor bogați.” Un motiv recurent în designul costumelor a fost cel al coloanei vertebrale, evidențiat subtil în mai multe ținute.
La începutul filmului, înainte ca Elisabeth să consume substanța, ea poartă o rochie cu spatele gol. După transformare, apare într-o rochie roșie semnată Balmain, prevăzută cu un fermoar — un detaliu care se regăsește și în costumul purtat de Sue, subliniind o paralelă vizuală între cele două personaje.
Moore și Qualley au avut fiecare câte trei probe de costume, timp în care Youchnovski s-a concentrat pe confortul actorilor și pe claritatea siluetei fiecărui personaj. Procesul său de lucru implica schițarea fiecărui look, cu ajustări ulterioare privind culoarea sau alte detalii vizuale, în funcție de nevoile scenelor sau ale regiei.

## Postproducție
Coralie Fargeat a descris etapa de postproducție ca fiind cea mai dificilă parte a realizării filmului, un proces care a durat un an și jumătate. Cu peste 300 de ore de material filmat zilnic, una dintre provocările majore a fost găsirea ritmului potrivit pentru scenele cu dialog redus. Secvențele au fost modificate constant, în funcție de interacțiunea dintre muzică, efectele vizuale și designul sonor, ceea ce a făcut ca procesul să fie extrem de fluid și dinamic. Postproducția s-a încheiat abia cu trei zile înainte de premiera oficială a filmului. Efectele vizuale, realizate de NOID Studio, au necesitat un an întreg pentru a fi finalizate.
Montajul filmului a fost realizat de Jérôme Eltabet, împreună cu Coralie Fargeat și Valentin Feron. Eltabet colaborase anterior cu Fargeat la Revenge și fusese cel care o învățase montajul în perioada în care lucra la emisiunea ei pentru copii Les Fées Cloches. El a început lucrul la montaj la aproximativ trei luni de la startul filmărilor, în timpul producției, și a creat în mod independent un prim ansamblu de 3,5 ore, care nu includea însă multe dintre inserții sau prim-planuri.
După încheierea filmărilor, Eltabet și Fargeat au continuat procesul de montaj timp de șase luni, extinzând durata filmului la 4,5 ore. Cei doi au lucrat în paralel, fiecare editând secvențe diferite în camere separate, folosind Adobe Premiere Pro, apoi făcând schimb de scene între ei pentru rafinări suplimentare. Procesul a implicat un număr impresionant de versiuni — unele secvențe au avut între 150 și 200 de variante — motiv pentru care a fost cooptat și Valentin Feron, pentru a aduce o perspectivă proaspătă și obiectivă asupra materialului.
Mai multe scene cu agentul Elisabethei au fost filmate, însă au fost eliminate din versiunea finală, fiind considerate neconvingătoare de către Eltabet. Acesta a menționat că una dintre cele mai dificile părți de montat a fost secvența culminantă din cinematograf, întrucât a trebuit să lucreze în jurul unor proteze care nu păreau întotdeauna realiste pe ecran.
Pentru designul sonor al filmului, Coralie Fargeat a contribuit direct, adăugând efecte sonore și note în cronologia software-ului de editare, pentru a ghida munca designerilor și editorilor de sunet Valérie Deloof și Victor Fleurant. Echipa a fost responsabilă de crearea texturilor auditive și a atmosferei potrivite pentru fiecare scenă, alternând între sunete realiste și unele exagerate, menite să amplifice sau să adâncească semnificația momentelor din film. De exemplu, pentru scena în care Elisabeth Sparkle gătește, sunetul unui ferăstrău cu lanț a fost folosit pentru a reda zgomotul mixerului electric, iar în scenele cu injecții, declanșarea capsulei a fost redată cu sunete preluate din manevrarea armelor de foc.
Pentru secvența nașterii filmată din perspectiva subiectivă a lui Sue, Coralie Fargeat a dorit ca sunetul mișcărilor ei să redea senzația de imersiune într-un lichid amniotic. Pentru a obține acest efect, echipa de sunet a plasat capsule de microfon direct în urechile actorilor, captând respirația prin rezonanță craniană. În paralel, au fost utilizate un microfon cu braț și un microfon de înaltă frecvență pentru a înregistra sunet suplimentar, care putea fi folosit ulterior în montaj pentru tranziții între perspectiva internă și cea externă.
În cazul scenelor cu Harvey, scopul echipei de sunet a fost să accentueze exuberanța personajului. Înainte de intrarea sa în spații precum baia sau restaurantul, mixajul sonor era realist. Odată ce Harvey apărea pe ecran, sunetele deveneau intensificate și stratificate. De exemplu, în scena din restaurant, zgomotele produse de el în timp ce mănâncă – inclusiv suculența creveților – erau amplificate, în timp ce ambianța și muzica de fundal erau reduse treptat până la dispariție, concentrând atenția auditivă exclusiv pe comportamentul său. Într-o altă scenă, când Harvey intră în biroul său, designul sonor subliniază „greutatea strălucitoare” a cizmelor sale, adăugând un plus de teatralitate apariției sale.
Echipa de sunet a creat peisaje sonore menite să amplifice impactul vizual și tematic al filmului. De exemplu, în momentul în care Elisabeth pornește în căutarea substanței, designul sonor evoluează treptat: de la o stradă urbană agitată, sunetul se transformă într-o ambianță de suburbii pustii, unde lătratul câinilor, sirenele poliției și țipetele ciorilor contribuie la anticiparea unui pericol iminent.
În interiorul depozitului, sunetele au fost compuse într-un mod aproape muzical, folosind materiale metalice și note prelungite pentru a induce o stare de disconfort, care apoi se estompează într-o ambianță clinică, dominată de o lumină neon rece și slabă.
Pentru cadrul filmat din contraunghi, în care personajul supranumit „Gollum” bate în ușa băii, echipa a folosit efecte vizuale pentru a combina protezele purtate de Demi Moore cu cele ale dublurii sale, mai subțire, rezultând astfel o imagine fluidă și convingătoare.
La proiecția filmului pentru directorul de imagine Benjamin Kračun, acesta a remarcat că imaginea părea prea clară, așa că a fost aplicat un proces de reducere la rezoluție 2K, urmat de o redimensionare la 4K, pentru a recrea textura subtilă observată pe platourile de filmare. În schimb, pentru secvențele în care Sue apare în emisiunea TV, imaginea a fost păstrată la rezoluția originală 4K, neprocesată, pentru a evidenția un aspect intenționat mai clar și contrastant.

## Muzică
Coloana sonoră a filmului a fost realizată de compozitorul și producătorul britanic Raffertie, care s-a alăturat echipei relativ târziu, în jurul lunii ianuarie 2024, în faza de postproducție. I-au fost acordate doar câteva luni pentru a finaliza muzica filmului. La cererea regizoarei Coralie Fargeat, Raffertie a creat o coloană sonoră electronică ce explorează dualitatea dintre cele două personaje principale, Elisabeth și Sue. Compozițiile sale oscilează între tonalități organice și nostalgice și pasaje sintetice, cu un aer contemporan, reflectând tensiunea tematică dintre cele două.

## Design și efecte speciale
Coralie Fargeat a optat în mod deliberat pentru utilizarea efectelor practice — proteze extinse și machiaj special — care au reprezentat aproximativ 70-80% din totalul efectelor vizuale ale filmului. Ea a rezistat presiunii de a recurge la soluții digitale mai ieftine, considerând că realismul și prezența fizică a efectelor practice sunt esențiale pentru a reda cu autenticitate temele legate de violență.
Efectele au fost realizate de Pierre-Olivier Persin și echipa sa de la Pop FX, un studio cu sediul în Montreuil, Seine-Saint-Denis. Sub coordonarea sa, o echipă formată din 15 membri a lucrat atât în sediul principal, cât și într-un al doilea atelier închiriat special pentru proiect. Persin a fost implicat timp de 11 luni, acoperind atât etapa de preproducție, cât și filmările propriu-zise. El a fost recomandat de producătorul executiv Nicolas Royer — care are și o apariție cameo în film, în rolul „tipului din lift” — și colaborase anterior cu Pop FX.
Inițial, Fargeat apelase la o altă companie pentru designul creaturilor, însă a fost dezamăgită de rezultate. Persin a descris acele propuneri ca fiind artistic reușite, dar prea masculine în stil, un fel de „monstru de cauciuc pentru băieți”. În schimb, viziunea regizoarei era mult mai conceptuală: ea își imagina finalul filmului culminând cu un monstru pe care îl descria drept „un Picasso al așteptărilor masculine” — o creatură care subminează convențiile clasice ale reprezentării monstruosului.
Pierre-Olivier Persin a citit scenariul și a făcut o ofertă pentru proiect. În timp ce lucra la un alt proiect, a sculptat pe parcursul câtorva nopți o mică machetă din plastilină a designului său pentru creatura din punctul culminant al filmului, denumită „Monstrul Elisasue”. În scenariu, această creatură era descrisă vag, menționând doar că avea fața Elisabetei poziționată pe spatele corpului. Persin și-a propus să aducă Monstrului o notă de „umilință” și „grație” și să creeze o asemănare subtilă cu personajul Sue.
Coralie Fargeat a fost impresionată de alegerile sale artistice, precum capul înclinat, brațul orientat spre spate și includerea sânilor, motiv pentru care i-a încredințat definitiv poziția creaturii în film. Ulterior, cei doi au petrecut aproximativ o lună pentru a perfecționa designul Monstrului. Persin a remarcat într-un interviu că regizoarea își imagina creatura ca și cum „corpul i-ar fi fost amestecat,” sugerând astfel o formă de deformare fluidă și dinamică.
Persin și Fargeat au dedicat mai multe zile unei analize tehnice detaliate, stabilind cerințele precise pentru fiecare secvență a filmului. Pentru a transpune viziunile lui Fargeat privind transformările personajului, Persin a folosit diverse metode, inclusiv editare în Photoshop, sculptură digitală și modelare tradițională. Pe baza scanărilor digitale ale actorilor, el a creat modele pe care Fargeat le putea examina, combina sau ajusta înainte ca echipa să înceapă realizarea efectivă a protezelor pentru testele pe platou.
Procesul de transformare al personajului Elisabeth, desfășurat după nașterea lui Sue, a fost împărțit în cinci etape distincte: de la un deget ofilit, numit simplu „Degetul”, la o fază mai degradată denumită „Requiem” — inspirată de filmul Requiem for a Dream — apoi un design cu spatele cocoșat denumit „Gollum”, urmat de „Monstrul Elisasue” și în final „Pata”.
Fargeat a ales în mod intenționat să evite realismul strict în aceste efecte, preferând să creeze o reprezentare distorsionată a îmbătrânirii, modelată de emoțiile puternice de teamă și furie care definesc experiența personajelor.
Viziunea lui Fargeat privind ritmul transformărilor lui Elisabeth a generat discuții aprinse atât cu Persin, cât și cu machiajista principală, Stéphanie Guillon. Guillon susținea că personajul interpretat de Moore trebuia să arate frumos înainte de a începe să poarte protezele, păstrând astfel o imagine impecabilă la început. Pe de altă parte, Fargeat își dorea ca Elisabeth să pară imperfectă încă din primele scene. În același timp, Persin a opinat că o evoluție mai lentă și treptată a transformărilor ar amplifica efectul dramatic, explicând: „În cele din urmă va fi haos și o nebunie.”
Timpul necesar pentru aplicarea protezelor varia în funcție de complexitatea fiecărui personaj, oscilând între 45 de minute și până la 7 ore. În unele zile, echipa dispunea uneori de doar una sau două ore pentru filmări, ceea ce a făcut procesul și mai solicitant.
Coralie Fargeat a descris scena fără dialog în care Moore își îndepărtează machiajul în fața oglinzii drept „cea mai dificilă” din întregul film. În ziua filmărilor, Fargeat a fost copleșită de stres, conștientă că acea secvență reprezenta „inima emoțională a filmului”, unde fiecare element — interpretarea, ritmul și iluminatul — trebuia să fie perfect sincronizat. Ea a simțit că, dacă Moore și echipa reușeau să ducă scena la bun sfârșit, impactul ar fi fost extraordinar de puternic. După a 11-a dublă, Stéphanie Guillon a intervenit și a decis să oprească filmările pentru ziua respectivă. „Am luat discul demachiant, am șters tot machiajul și am spus: «S-a terminat. Ai deja 11 duble și nu poți face mai multe, altfel mâine va avea fața roșie». De obicei nu faci asta, dar pielea ei fusese foarte afectată și a fost prea mult,” a explicat Guillon.
Pentru scenele în care apare nud, Margaret Qualley a purtat proteze mamare personalizate, menite să ofere o imagine idealizată a frumuseții, evocând figura iconică a lui Jessica Rabbit. Cu umor, Qualley a povestit despre acest proces: „Din păcate, nu există o poțiune magică pentru sâni, așa că a trebuit să îi atașăm.”

### Nașterea lui Sue
La începutul producției, înainte de a avea distribuțiile naturale sau scanările actrițelor, Persin a realizat și filmat o machetă de aproximativ 30 cm a deschiderii de pe spatele costumului, pe care a trimis-o lui Fargeat pentru aprobare. Această etapă i-a permis să înceapă munca direct pe platou. Inițial, Persin credea că modelele protetice din scena din baie vor fi puse în valoare de o iluminare sumbră, asemănătoare cu cea din filmul Urletul sau cu cele ale lui Dario Argento. Totuși, a descoperit că nu era deloc așa. El povestea: „La început, am întrebat-o pe Coralie dacă în scena din baie, unde se întâmplă multe lucruri, vom avea o atmosferă frumoasă, puțin întunecată, cu umbre care să ascundă siliconul și detaliile, iar ea mi-a răspuns afirmativ. Dar apoi, brusc, am trecut la plăci albe, strălucitoare.”
Pentru scena nașterii, Persin a folosit o combinație de proteze aplicate pe dubluri corporale și păpușărie, bazându-se pe două manechine hiperrealiste din silicon, fără chip, a căror construcție a durat între 1 și 1,5 luni. Întreaga secvență a fost realizată cu efecte practice, cu excepția prim-planului cu despicarea ochilor. Cadrele în care se despica spatele au fost filmate folosind manechinele plasate pe un platou ridicat, operate de 5-6 păpușari de dedesubt, în timp ce Fargeat regiza din apropiere sau chiar de sub platou. Pentru cusătura de pe spate, Persin a alternat între utilizarea unui manechin și aplicarea unei proteze direct pe pielea actrițelor. Echipa a acordat o atenție deosebită realismului pielii: porii și celulita au fost redate meticulos, iar diverse straturi de culoare – roșu, galben, verde, albastru și ocru – au fost aplicate cu o tehnică pointilistă, deoarece nici o singură nuanță de vopsea nu poate reproduce tonul natural al pielii. O provocare importantă a fost evitarea unui aspect „prea cauciucat sau elastic” al pielii, astfel că echipa a conceput proteze cu un material moale în centru, dar cu margini mai rigide în zona rănii, pentru ca acul care „ține” cusătura să pară cât mai realist. Cicatricea coloanei vertebrale și alte proteze au fost aplicate actriței Moore, dar și dublelor ei, inclusiv două duble de cascadorii și două duble corporale.

### Degetul
Primul proiect al lui Persin a fost o proteză de deget. Totuși, prototipul inițial avea un aspect artificial, aproape caricatural, amintind de Mickey Mouse. Corectarea acestui defect a durat o lună și a determinat suspendarea temporară a lucrului la celelalte proteze, până când degetul a atins standardul estetic impus de Persin: un aspect echilibrat, care să nu pară mai voluminos decât degetele naturale. Pentru a obține acest rezultat, a fost necesară realizarea unor proteze extrem de subțiri, iar în final toate au fost reproiectate de două ori. Un braț protetic a fost utilizat în scena în care Moore încearcă să-și spele degetul în chiuvetă.

### Requiem
Persin a elogiat profesionalismul lui Moore în timpul aplicării protezei pentru etapa „Requiem”, un proces care a durat între cinci și șase ore, pe care el l-a comparat cu „a merge la dentist timp de șase ore”. Întreaga echipă a fost impresionată de faptul că Moore a ales să amâne filmarea unei scene până a doua zi, după ce a observat că proteza se deteriorase în urma mai multor ore de filmare. Actrița a considerat că ar fi fost extrem de lipsit de respect față de munca lor meticuloasă să continue în aceste condiții.
Deoarece Moore avea o problemă de vedere la un ochi, le-a cerut make-up artiștilor să evite lucrul prea aproape de zona respectivă. Persin presupusese inițial că efectele machiajului vor fi ajustate digital, dar a aflat ulterior că nu era cazul. Majoritatea secvenței din „Requiem” a fost realizată cu proteze aplicate direct pe piele, iar doar câteva cadre — precum cel cu piciorul Elisabetei la duș — au folosit părți corporale false. Pentru scena în care rotula Elisabetei apare blocată, a fost utilizat un scaun special modificat, care ascundea picioarele reale ale lui Moore, lăsând la vedere proteze mecanice din silicon. Pentru a reda aspectul pielii translucide, echipa a folosit proteze foarte subțiri, ce permiteau observarea venelor și oaselor.

### Gollum
Transformarea lui Moore în „Gollum” a fost mult mai complexă, implicând aplicarea directă pe corp a mai multor straturi de proteze din silicon. În material au fost încorporate fibre de lână roșie și albastră, pentru a reproduce aspectul venelor vizibile sub piele. Persin a ales siliconul deoarece oferea un aspect mai natural și își păstra forma chiar și în timpul scenelor intense de acțiune. Pentru secvența în care Elisabeth aleargă pe hol, Moore a fost înlocuită cu o dublură mai suplă, care să redea fizicul „asemănător unui păianjen” al personajului Gollum. Un cap fals sofisticat, capabil să sângereze realist, a fost creat special pentru scena în care oglinda se sparge. În timpul filmării, Qualley a izbit capul fals de oglindă, iar Moore a repetat gestul folosindu-și propriul cap; ulterior, echipa de efecte vizuale a îmbinat cadrele pentru a reda perfect impactul și reacția actriței.